# ماريان ويلكينسون
ماريان ويلكينسون (بالإنجليزية: Marian Wilkinson)‏ هي صحفية أسترالية، ولدت في 1954.